# Дзумсэрк
Дзумсэрк (чечен. Зумсойн эрк) — река в России, протекает по Итум-Калинскому району Чеченской Республики. Правый приток Аргуна.

## Название
Согласно «Топонимическому словарю Кавказа», в основе названия гидронима лежит название общества — зумсой. Такие же данные у другого исследователя А. С. Сулейманова — название реки он связывает с чеченским тайпом Зумсой.

## География
Река Дзумсэрк берёт начало на западном склоне горы Дайхох. Течёт на северо-запад. Устье реки находится у села Ушкалой в 77,6 км по правому берегу реки Аргун. Длина реки составляет 18 км, площадь водосборного бассейна — 110 км².
Основные притоки: Хушерк (левый) и Югуэрк (правый).
Система водного объекта: Аргун → Сунжа → Терек → Каспийское море.
На берегах реки расположены развалины Беле-Хайха, Зумсой, Мужиар, Олгузи, Хуты-Кажа, Юкарашты.

## Данные водного реестра
По данным государственного водного реестра России относится к Западно-Каспийскому бассейновому округу, водохозяйственный участок реки — Сунжа от города Грозный до впадения реки Аргун. Речной бассейн реки — Реки бассейна Каспийского моря междуречья Терека и Волги.
Код объекта в государственном водном реестре — 07020001212108200005948.